# 格斯札河
格斯札河，是中国长江流域的一条河流，汇入大渡河上游，属于大渡河水系。河长90千米，流域面积2520平方千米，年均流量53立方米每秒。自然落差2340米。水能理论蕴藏量41万千瓦。